# Lissochlora venilineata
Lissochlora venilineata är en fjärilsart som beskrevs av W. Warren 1907. Lissochlora venilineata ingår i släktet Lissochlora och familjen mätare. Inga underarter finns listade i Catalogue of Life.